# 日本空港ビルデング

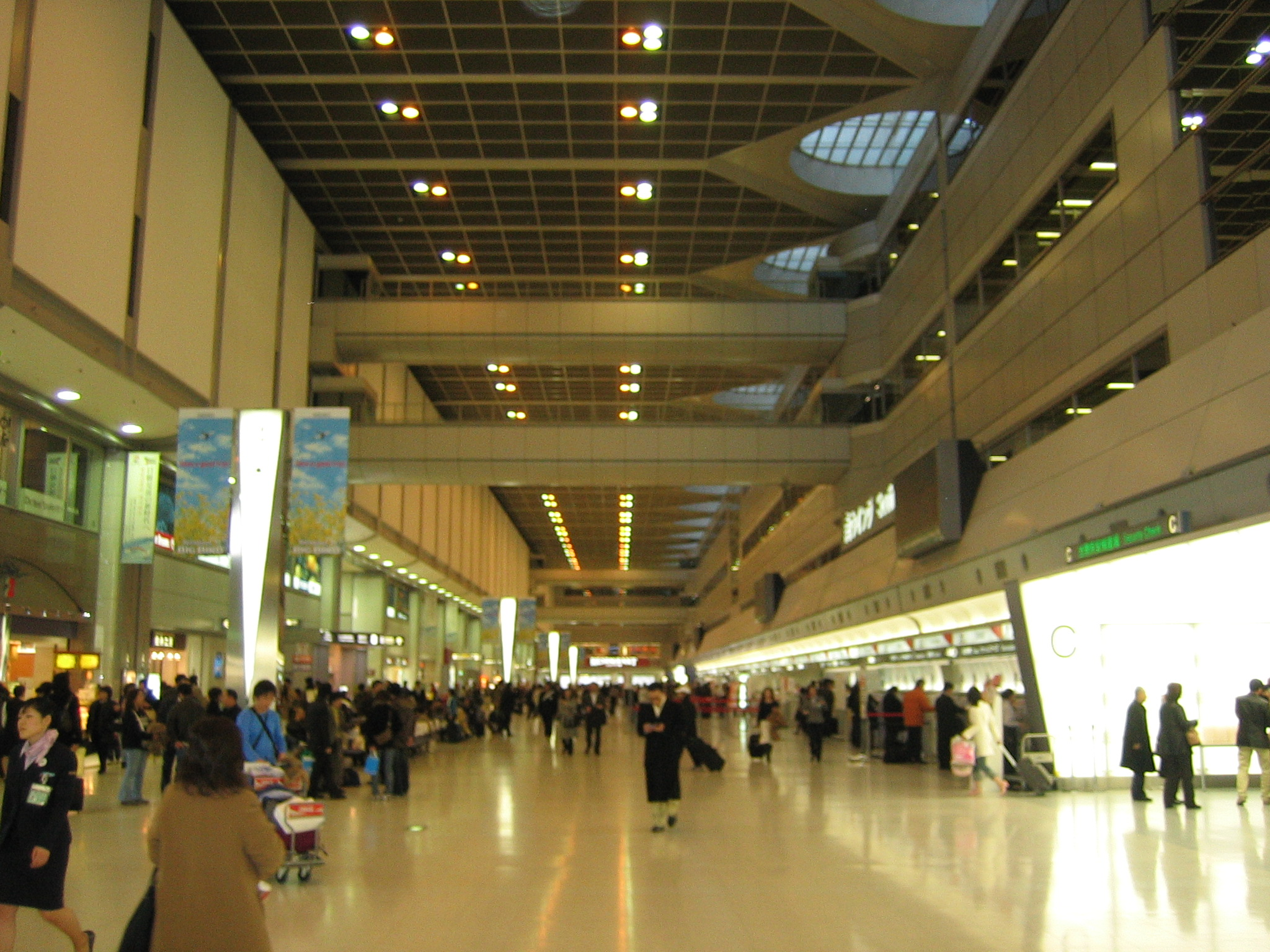
第1旅客ターミナル出発カウンター

第2旅客ターミナル外観

日本空港ビルデング株式会社（にほんくうこうビルデング）は、東京国際空港（羽田空港）の旅客ターミナルビルのうち、第1・第2旅客ターミナルビルを建設、管理運営する空港機能施設事業者（空港法第15条）である。一般的な"Building"のカタカナ表記は「ビルディング」であるが、当社は「ビルデング」が正しい表記である。
羽田空港第1・第2旅客ターミナルビルのオーナー企業として、旅客ターミナルや駐車場の管理、運営を行うほか、第3旅客ターミナルビルの管理、運営を受託している。また、第3ターミナルの運営会社、東京国際空港ターミナル (TIAT) の筆頭株主であり、成田、中部、関西の各国際空港では、免税店の運営や全国空港の卸売等を行っている。

## おもな事業内容
- 東京国際空港第1・第2旅客ターミナルビルの建設、管理、運営、案内業務[注釈 1]
- 東京国際空港駐車場（P1、P4駐車場）の運営
- 東京国際空港第3旅客ターミナルビル[注釈 2]における業務受託
- 4空港における免税店の運営（物品販売）
- 事務室、店舗スペースの賃貸、貸ホール、貸会議室、保険代理業、ホテルあっせん、乗車券、催事チケットの販売、船着場管理等（東京国際空港において）

## 沿革
- 1953年 - 設立（資本金1億5000万円、初代社長は秋山龍）[2]
- 1954年 - 旧ターミナルビル工事着工[3]
- 1955年 - 旧ターミナルビル開館、同時に物品販売・賃貸業開始[2]、屋上に穴守稲荷空港分社創建
- 1963年 - 旧ターミナル屋上に羽田航空神社創建
- 1967年 - 航空安全大祈願祭（羽田空港安全祈願祭）開始[4]
- 1978年 - 新東京国際空港開港、成田での業務を開始[2]
- 1990年 - 東京証券取引所市場第二部に上場[2]
- 1991年 - 東京証券取引所市場第一部に指定替え[2]
- 1993年 - 東京国際空港第1旅客ターミナルビル「ビッグバード」開館
- 1994年 - 関西国際空港開港、関西での業務を開始[2]
- 1998年 - 東京国際空港国際線旅客ターミナル開館[2]
- 2004年 - 本社移転、東京国際空港第2旅客ターミナルビル開館[2]
- 2005年 - 中部国際空港開港、中部での業務を開始[2]
- 2010年 - PFI事業にて東京国際空港国際線旅客ターミナルビルを移転[2]
- 2011年 - 中華人民共和国成都市に連結子会社・羽双（成都）商貿有限公司を設立[2]。成都双流国際空港での業務を開始。
- 2014年 - 国際線旅客ターミナル拡張部供用開始[2]。
- 2019年 - スカイトラックスより、羽田空港が「World's Cleanest Airports」（4年連続）・「World's Best Domestic Airports」(7年連続）・「World’s Best PRM / Accessible Facilities」の各部門で世界第1位を獲得[5]。
- 2025年 - コンサルティング会社への利益供与問題が表面化。社長、会長が責任を取り辞任[6]。

## 事業所
- 本社：東京都大田区羽田空港3-3-2 第1旅客ターミナルビル
- 東京事務所：東京都千代田区丸の内2-6-2 丸の内ビルディング14階
- 成田営業所：千葉県成田市古込字込前164番地 成田国際空港内コスモビル
- 大阪営業所：大阪府泉南郡田尻町泉州空港中1番地 関西国際空港 航空会社南ビル4階
- 中部営業所：愛知県常滑市セントレア一丁目1番地　旅客ターミナルビル3階

## 外資の参入
2007年（平成19年）10月24日に提出された有価証券大量保有報告書によって、オーストラリアの投資銀行であるマッコーリー銀行系列のインターナショナル・インフラストラクチャー・ホールディングスが筆頭株主となったことが分かった。これを受けて、当時の国土交通大臣・冬柴鐵三は「規制のあり方を幅広く検討し、外資規制も論点の一つにする」と述べた。その後、2009年（平成21年）7月28日に、当該株主が保有する全ての株式について、自己株式の買い付けを行った。

## 海外での空港運営事業への参入
双日と出資折半する中間持ち株会社を通じて、パラオのロマン・トメトゥチェル国際空港の運営事業を2018年から開始予定である。日本空港ビルデングおよび双日とも、海外での空港運営事業に初めて参画する。

## 空港安全祈願祭
1966年には、空港周辺で単独機としては当時世界最悪の航空事故となった全日空羽田沖墜落事故が発生し、その1か月後にはカナダ太平洋航空402便着陸失敗事故が発生した。
それを受けて、翌1967年1月1日には、日本空港ビルデング主催で航空安全大祈願祭（空港安全祈願祭）が執行され、以降毎年1月1日（のちに1月4日の仕事始め）には、穴守稲荷空港分社と羽田航空神社を毎年交替で当番社とし、その年の安全祈願祭が執行された。2023年現在でも毎年1月4日に第1ターミナルのギャラクシーホールで、穴守稲荷神社の神職によって続けられている。

## ワンセグ放送
総務省よりユビキタス特区に認定され、2009年（平成21年）からワンセグ放送の実証実験を行っており、2012年（平成24年）にはエリア放送を実施する地上一般放送局の免許を受けたものの平成24年度中に停波し、無線局免許状も有効期限の平成25年3月31日を待たず返上した。
| 免許人                     | 識別信号     | 物理チャンネル | 周波数         | 空中線電力 | ERP    | 業務区域                  | 免許年月日       | 廃局年月日      |
| -------------------------- | ------------ | -------------- | -------------- | ---------- | ------ | ------------------------- | ---------------- | --------------- |
| 日本空港ビルデング株式会社 | JOXZ3AQ-AREA | 42ch           | 647.142857 MHz | 303 µW     | 149 µW | 羽田空港第1旅客ターミナル | 平成24年12月13日 | 平成25年3月31日 |
| 日本空港ビルデング株式会社 | JOXZ3AR-AREA | 42ch           | 647.142857 MHz | 37 µW      | 150 µW | 羽田空港第2旅客ターミナル | 平成24年12月13日 | 平成25年3月31日 |

## 関連会社
- 東京エアポートレストラン株式会社 - 飲食店業及び軽食の販売
- コスモ企業株式会社 - 機内食製造販売
- 羽田エアポートセキュリティー株式会社 - セキュリティー、防災管理及びその保障業務
- 株式会社日本空港ロジテム - 商品の運送及び配送
- 株式会社ビッグウイング - 広告代理業、イベントの企画及び運営
- 日本空港テクノ株式会社 - 空港ターミナル施設等の設備管理、環境衛生管理
- 国際協商株式会社 - 雑貨及び食品の卸売並びに小売
- 羽田旅客サービス株式会社 - 案内等の旅客サービス業務
- 株式会社Japan Duty Free Fa-So-Ra三越伊勢丹 - 銀座三越にある免税店の運営[注釈 4]
- 株式会社羽田未来総合研究所 - 地方創生事業、アート・カルチャー事業などの新規事業開発